# Heliaeschna trinervulata
Heliaeschna trinervulata är en trollsländeart som beskrevs av Fraser 1955. Heliaeschna trinervulata ingår i släktet Heliaeschna och familjen mosaiktrollsländor. IUCN kategoriserar arten globalt som livskraftig. Inga underarter finns listade i Catalogue of Life.